# Гірські ліси Веракрусу
Гірські ліси Веракрусу (ідентифікатор WWF: NT0177) — неотропічний екорегіон тропічних та субтропічних вологих широколистяних лісів, розташований на сході Мексики.

## Географія
Екорегіон гірських лісів Веракрусу охоплює пояс вологих гірських тропічних лісів, що простягаються приблизно на 200 км з північного заходу на південний схід уздовж східних схилів Східної Сьєрра-Мадре та гір Трансмексиканського вулканічного поясу, звернених до Мексиканської затоки. Екорегіон переважно розташований в штатах Ідальго, Веракрус та Пуебла. У високогір'ях на захід від екорегіону поширені сосново-дубові ліси Східної Сьєрра-Мадре та сосново-дубові ліси Трансмексиканського вулканічного поясу, а у низовинах на сході — вологі ліси Веракрусу.

## Клімат
В горах екорегіону переважає вологий субтропічний клімат (Cwa або Cfa за класифікацією Кеппена), який характеризується рясними літніми дощами та сильними туманами протягом всього року. Середньорічна кількість опадів в регіоні коливається від 1200 до 1500 мм.

## Флора
Рослинний покрив екорегіону представлений вологими гірськими тропічними лісами та хмарними лісами. Їх основу складають вічнозелені широколистяні дерева, передусім американські амброві дерева (Liquidambar styraciflua) та мексиканські королівські дуби (Quercus germana), які виростають до 40 м заввишки та утворюють густий лісовий намет. Серед інших дерев, поширених в екорегіоні, слід відзначити мексиканський в'яз (Ulmus mexicana), дуб Скіннера (Quercus skinneri), мексиканський граб (Carpinus tropicalis) та білу меліосму (Meliosma alba). У каньйонах, де переважають глибокі ґрунти, домінують мексиканські ореомунеї (Oreomunnea mexicana) або гуаябо-амарільйо. В лісах екорегіону у великій кількості зустрічаються різноманітні епіфіти, зокрема орхідеї, бромелії, мохи та лишайники.
Високогірні та низькогірські ліси екорегіону дещо відрізняються за видовим складом. У низькогірських лісах, поширених на висоті від 1250 до 1630 м над рівнем моря, переважають великолисті клетри (Clethra macrophylla), американські амброві дерева (Liquidambar styraciflua), незвичайні турпінії (Turpinia insignis), дуби Сартора (Quercus sartorii), халапські дуби (Quercus xalapensis) та мексиканські граби (Carpinus tropicalis). У високогірних лісах, поширених на висоті від 1800 до 2250 м над рівнем моря, переважають сливи коралільйо (Prunus rhamnoides) та зморшкуваті дуби (Quercus corrugata), а також зустрічаються туєподібні клетри (Cleyera theaeoides), лісові тернстермії (Ternstroemia sylvatica), пірчасті вейнманнії (Weinmannia pinnata) та великолисті клетри (Clethra macrophylla). На висоті від 1800 до 1900 м над рівнем моря в горах регіону поширені букові ліси, у яких домінують великолисті буки (Fagus grandifolia), а також зростають лісові тернстермії (Ternstroemia sylvatica), блідоцвіті чорниці (Vaccinium leucanthum), халапські ореопанакси (Oreopanax xalapensis) та авокадо (Persea americana).
Гірські ліси Веракрусу є найпівнічнішими гірськими тропічними лісами у Північній Америці. Вони були ізольовані від інших подібних лісів з плейстоцену, внаслідок чого тут зустрічається багато ендеміків та реліктових видів. Серед рідкісних рослин, що зустрічаються в екорегіоні, слід відзначити реліктову мексиканську ціатею (Cyathea mexicana), а також хмарну магнолію (Magnolia dealbata), яка перебуває під загрозою зникнення. Загалом в екорегіоні зареєстровано 432 види рослин, багато з яких є рідкісними або мають обмежений ареал.

## Фауна
Серед поширених в екорегіоні ссавців слід відзначити білохвостого оленя (Odocoileus virginianus), центральноамериканську мазаму (Mazama temama), ошийникового пекарі (Dicotyles tajacu), флоридського кролика (Sylvilagus floridanus), мексиканську рудочереву вивірку (Sciurus aureogaster), вивірку Деппе (Sciurus deppei), мексиканську оленячу мишу (Peromyscus mexicanus), мексиканську врожайницю (Reithrodontomys mexicanus), мексиканського коенду (Coendou mexicanus), віргінського опосума (Didelphis virginiana), південного опосума (Didelphis marsupialis), мексиканського мишачого опосума (Marmosa mexicana), дев'ятипоясного броненосця (Dasypus novemcinctus) та малого жовтоплечого месоамериканського кажана (Sturnira parvidens).
Серед хижаків, поширених в лісах екорегіону, слід відзначити північноамериканську пуму (Puma concolor couguar), руду рись (Lynx rufus), оцелота (Leopardus pardalis), маргая (Leopardus wiedii), ягуарунді (Herpailurus yagouaroundi), койота (Canis latrans), сіру лисицю (Urocyon cinereoargenteus), тайру (Eira barbara), довгохвосту ласицю (Neogale frenata), північноамериканську котофредку (Bassariscus astutus), какоміцлі (Bassariscus sumichrasti), кінкажу (Potos flavus), білоносу носуху (Nasua narica), американського свинорилого скунса (Conepatus leuconotus), південного плямистого скунса (Spilogale angustifrons), довгохвостого скунса (Mephitis macroura) та звичайного ракуна (Procyon lotor). Майже ендемічними представниками екорегіону є чорнуваті оленячі миші (Peromyscus furvus) та мексиканські коротковухі мідиці (Cryptotis obscura). Раніше в регіоні зустрічалися ягуари (Panthera onca), однак наразі вони тут вимерли.
Серед поширених в екорегіоні птахів слід відзначити чубату пенелопу (Penelope purpurascens), довгопалу перепелицю (Dactylortyx thoracicus), мексиканського голубка (Zentrygon albifacies), клинохвостого колібрі-шаблекрила (Pampa curvipennis), фіолетового колібрі-шаблекрила (Campylopterus hemileucurus), аметистовогорлого колібрі-самоцвіта (Lampornis amethystinus), гватемальську агиртрію (Chlorestes candida), блакитноголову агиртрію (Saucerottia cyanocephala), неоарктичного яструба (Accipiter striatus), чорного орла-чубаня (Spizaetus tyrannus), буру сову-лісовика (Strix virgata), темноволого трогона (Trogon collaris), гірського трогона (Trogon mexicanus), оливковоголового тукана (Aulacorhynchus prasinus), бурого дзьогана (Leuconotopicus fumigatus), білолобого папугу-червоногуза (Pionus senilis), зеленого аратингу (Psittacara holochlorus), гватемальську мурашницю (Grallaria guatimalensis), середнього дереволаза-міцнодзьоба (Xiphocolaptes promeropirhynchus), іржастого філідора-лісовика (Clibanornis rubiginosus), маскову бекарду (Tityra semifasciata), рудого монудо (Mitrephanes phaeocercus), рудобрового віреона (Cyclarhis gujanensis), буру паю (Psilorhinus morio), чорнощокого гагера (Cyanolyca cucullata), сіроволого тріщука (Henicorhina leucophrys), бронзового дрозда (Turdus grayi), чорноголового дрозда-короткодзьоба (Catharus mexicanus), сірого солітаріо (Myadestes unicolor), мінливобарвного зеленника (Chlorospingus flavopectus), малого коронника (Basileuterus culicivorus), білокрилу пірангу (Piranga leucoptera), бірюзову танагру-медоїда (Cyanerpes cyaneus) та блакитну саяку (Thraupis episcopus).

## Збереження
Більше половини лісів екорегіону було знищено та перетворено на кавові плантації, пасовища та інші сільськогосподарські угіддя. Залишки гірських лісів збереглися переважно на стрімких гірських схилах та у глибоких каньйонах. Вони все ще багаті на різноманітні види рослин і тварин, але фрагментація лісів призвела до скорочення та зникнення багатьох популяцій.
Оцінка 2017 року показала, що 303 км², або 6 % екорегіону, є заповідними територіями. Природоохоронні території включають: Біосферний заповідник Сьєрра-Горда, Екологічний заповідник Сакатепек, Екологічний заповідник Чікамоле, Екологічний заповідник Фінка-Теголоме та Лісовий заповідник басейну річки Некакса.